# Jochem Fleischer

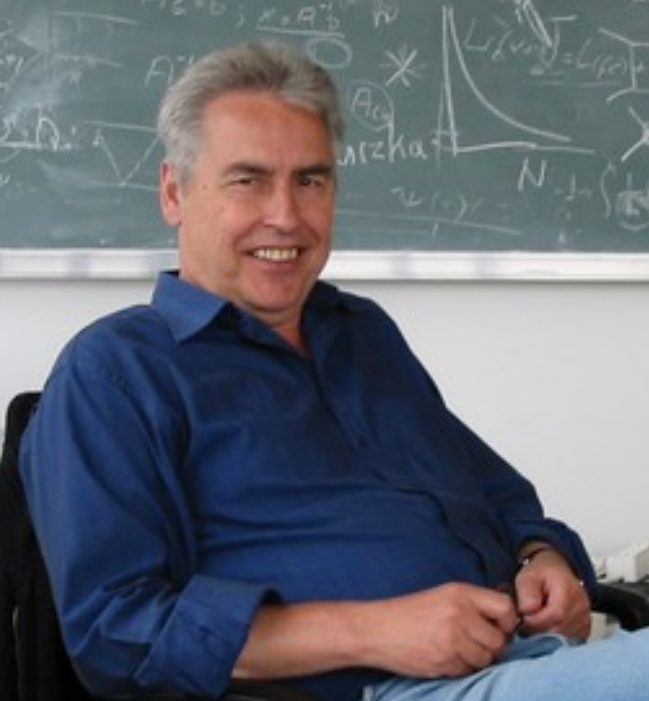
Jochem Fleischer

Jochem Burkhard Fleischer (* 17. Dezember 1937 in Berlin-Charlottenburg; † 1. April 2013 in Berlin) war ein deutscher Physiker und Professor in Bielefeld. Er arbeitete anfangs über kerntheoretische Themen und später vornehmlich auf den Gebieten der theoretischen Elementarteilchenphysik und der Quantenfeldtheorie.

## Herkunft und Leben
Der Vater Jochem Fleischers war der Wirtschaftswissenschaftler Adolf Martin Karl Fleischer. Der Vater war Direktor einer Goldschlägerei in Berlin-Charlottenburg, wo Jochem Fleischer geboren wurde. Er wuchs in Bremen auf, wo er auch sein Abitur ablegte.

## Studium und Ausbildung
Fleischer studierte Physik an der Universität des Saarlandes, wo er 1967 mit dem Thema „Über die Streuung relativistischer Elektronen im Coulombfeld“ promovierte.

## Tätigkeit als Wissenschaftler
Fleischer war vom 15. März 1967 bis zum 31. März 1969 Postdoktorand am Deutschen Elektronen-Synchrotron (DESY) in Hamburg, vom 1. April 1969 bis zum 30. September 1971 an der Universität Karlsruhe und danach mit einem einjährigen DAAD-Stipendium am Los Alamos National Laboratory in den USA, bevor er 1973 mit einem Habilitationsstipendium der Deutschen Forschungsgemeinschaft an die Fakultät für Physik der Universität Bielefeld kam. Nach der Habilitation war er in Bielefeld Dozent und wurde dort 1981 zum Professor ernannt. Er entwickelte für seine Berechnungen computeralgebraische Methoden. Nach seiner Pensionierung 2003 führte Jochem Fleischer am DESY Zeuthen bei Berlin seine Forschung fort.
Jochem Fleischer war Spezialist für die Berechnung von komplizierten Feynman-Diagrammen, die ein integraler Baustein bei der störungstheoretischen Berechnung von Zerfallsbreiten und Streuquerschnitten an Teilchenbeschleunigern sind. Fleischers Publikationsliste umfasst über 100 Einträge.
Die Forschungen konzentrierten sich besonders auf folgende Gebiete:
- Berechnung von Schleifenkorrekturen höherer Ordnung für ausgewählte Observable im Standardmodell der Elementarteilchenphysik
- Entwicklung neuer analytischer Verfahren und von Tensorreduktionstechniken für n-Punkt-Einschleifenintegrale sowie für 2- und 3-Punkt-Zweischleifenintegrale mit beliebiger Kinematik
- Formulierung und Anwendungen des Mellin-Barnes-Zugangs zu Feynmanintegralen